# Língua frígia
A língua frígia era a língua indo-europeia dos frígios, um povo da Ásia Menor da Idade do Bronze.

## Inscrições

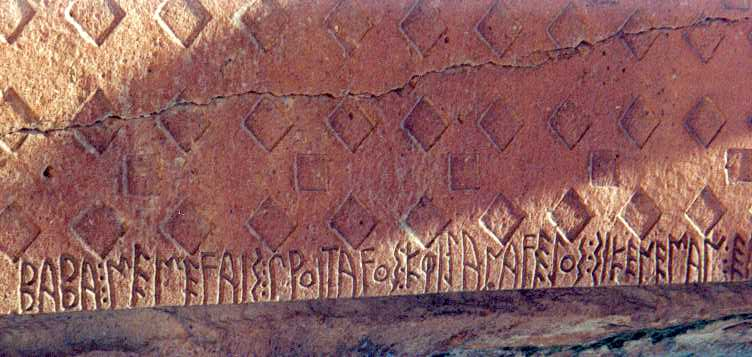
Inscrição frígia na Cidade de Midas

O frígio é atestado por dois períodos, um a partir de 800 a.C. em diante (paleo-frígio) e outro após um período de vários séculos, a partir de cerca do início da Era Cristã (neo-frígio). O paleo-frígio é então dividido (geograficamente) em: inscrições da Cidade de Midas (M, W), Górdio, central (C), Bitínia (B), Ptéria (P), Tiana (T), Dascileu (Dask), Bayindir (Bay) e "vários" (Dd, documentos diversos). As inscrições mísias parecem pertencer a um dialeto separado (em um alfabeto com uma letra adicional, o "s mísio").
Sobreviveu pelo menos até o século VI.
Pode-se reconstruir algumas palavras com a ajuda de algumas inscrições feitas com uma escrita similar ao alfabeto grego.

## Antiga escrita
A língua frígia em sua forma mais antiga, a o dito Paleo-Frígio, teve suas primitivas inscrições, datadas do século VIII a.C., grafadas num alfabeto de 22 letras das quais sete apresentavam simetria horizontal e as demais quinze tinham duas formas alternativas (direita e esquerda) conforme o sentido da escrita que era o chamado Bustrofédon. As linhas eram escritas alternadamente da esquerda para a direita e a seguinte era da direita para esquerda. Mais tarde a língua mais moderna, o Neo-Frígio, passou a usar o alfabeto grego. Ambas escritas do Frígio são derivadas da escrita fenícia e apresentam similaridade de formas.

## Classificação
A língua frígia era provavelmente próxima do trácio, do armênio e do grego. Na maioria dos casos o frígio usava um alfabeto derivado daqueles da Fenícia. As inscrições disponíveis em frígio ainda não foram traduzidas. As inscrições feitas numa escrita parecida com o alfabeto grego foram traduzidas, e parte do vocabulário frígio foi identificado.

## Gramática
Sua estrutura, que pode ser recuperada, era tipicamente indo-europeia, com substantivos declinados por caso (pelo menos quatro), gênero (três) e número (singular e plural), enquanto os verbos eram conjugados por tempo, voz, modo, pessoa e número. Nenhuma palavra é atestada em todas suas formas de inflexão.
Muitas palavras em frígio são muito parecidas às reconstruídas do proto-indo-europeu. O frígio parece exibir um acréscimo, como o grego e o armênio, por exemplo eberet, provavelmente correspondendo ao PIE *e-bher-e-t (grego epheret).

## Vocabulário
Um conjunto considerável de palavras frígias é teoricamente conhecido; todavia, o significado e as etimologias e até mesmo a forma correta de muitas palavras frígias (a maioria extraída de inscrições) ainda estão sendo debatidos.
Uma palavra frígia conhecida é bekos, que significa "pão". De acordo com Heródoto (História 2.9), o faraó Psamético I queria estabelecer a língua original. Para este propósito, ele ordenou que duas crianças fossem educadas por um pastor, proibindo-o de deixá-las ouvir uma simples palavra, e incumbindo-o de registrar as primeiras expressões das crianças. Após dois anos, o pastor registrou que na entrada de seu quarto, as crianças vieram até ele, estenderam suas mãos, dizendo bekos. Investigando, o faraó descobriu que esta era a palavra frígia para "pão de trigo". A partir daí, os egípcios cederam em afirmar que a nação frígia era mais antiga que a deles. A palavra bekos também é atestada várias vezes em inscrições paleo-frígias em estelas funerárias. Sugere-se que ela seja cognata da palavra inglesa bake ("assar", "queimar (do sol)"), a partir do PIE *bheh3g (grego phōgō "assar", latim focus "lareira", "fogão", armênio bosor "vermelho", bots "chama", irlandês goba "ferreiro").
Bedu, de acordo com a Stromata de Clemente de Alexandria, citando Nearto de Cízico, significa "água" (PIE *wed). Os macedônios são citados por ter cultuado um deus chamado Bedu, que eles interpretavam como "ar". O deus aparece também no ritual orfista.
Outras palavras frígias incluem:
- anar, "marido", do PIE *ner-, "homem";

cf. grego anēr (ανήρ), "homem, marido"; albanês njeri, "homem, pessoa".
- attagos, "cabra, bode";

cf. grego tragos (τράγος), "cabra, bode"; alemão Ziege, "cabra, bode"; albanês dhi, "cabra (fêmea do bode)".
- balaios, "grande, rápido", do PIE *bel-, "forte";

cognato ao grego belteros (βέλτερος), "melhor"; russo bol'shói "grande"; galês balch "orgulhoso".
- belte, "pântano", do PIE *bhel-, "brilhar";

cognato ao grego baltos (βάλτος), "pântano"; albanês baltë, "lodo, lama"; búlgaro blato (búlgaro antigo balta), "pântano"; lituano baltas, "branco"; russo bledny e búlgaro bleden, "pálido".
- brater, "irmão", do PIE *bhrater-, "irmão";

cognato ao grego phrātēr (φρατήρ), "membro de uma tribo, família"; persa bratar, "irmão"; russo e búlgaro brat, "irmão".
- daket, "fazer, causar", do PIE dhe-k- "pôr, colocar";

cognato ao latim facere, "fazer"; grego tithenai (τιθέναι), "pôr, colocar, instalar".
- germe, "quente", do PIE *gwher-, "quente";

cognato ao grego thermos (θερμός), "quente"; persa garme "quente"; armênio ĵerm, "quente"; albanês zjarm, "quente".
- kakon, "dano, doença", do PIE *kaka-, "dano";

cf. grego kakós (κακός), "mau, ruim"; albanês keq, "mau, mal"; lituano keñti, "ser mal".
- knoumane, "túmulo", talvez do PIE *knu-, "arranhar, coçar";

cognato ao grego knaō (κνάω), "arranhar, coçar"; albanês krromë, "caspas, sarna"; alto alemão antigo hnuo, "entalhe, fenda, canal", nuoen "alisar com um raspador"; lituano knisti, "cavar".
- manka, "estela".
- mater, "mãe", do PIE mater-, "mãe";

cf. grego meter (μήτηρ), "mãe"; persa madar, "mãe"; albanês motër, "irmã".
- meka, "grande", do PIE *meg-, "grande";

grego megas (μήγας), "grande"; albanês madh, "grande".
- zamelon, "escravo", do PIE *dhghom-, "terra";

grego chamelos (χαμηλός), "terreno, térreo (adj.), baixo"; sérvio e croata zèmlja, "terra, pátria"; búlgaro zèmya, "terra", zèmlishte, "pátria"; latim humilis, "baixo".